# Robert Hendrick
Robert Hendrick (24 de diciembre de 1997) es un deportista irlandés que compite en piragüismo en la modalidad de eslalon. Ganó una medalla de plata en el Campeonato Europeo de Piragüismo en Eslalon de 2020, en la prueba de C1 por equipos.

## Palmarés internacional
| Campeonato Europeo | Campeonato Europeo      | Campeonato Europeo | Campeonato Europeo |
| Año                | Lugar                   | Medalla            | Competición        |
| ------------------ | ----------------------- | ------------------ | ------------------ |
| 2020               | Praga (República Checa) | Medalla de plata   | C1 por equipos     |